# Яраньмучаш
Яраньмуча́ш (рос. Яраньмучаш, марій. Яраҥмучаш) — присілок у складі Новотор'яльського району Марій Ел, Росія. Входить до складу Пектубаєвського сільського поселення.
Стара назва — Ярань-Мучаш.

## Населення
Населення — 1 особа (2010; 7 у 2002).
Національний склад (станом на 2002 рік):
- марійці — 100 %